# Piotr Szewc
Piotr Szewc (ur. 27 sierpnia 1961 w Zamościu) – polski poeta, prozaik, eseista.
Syn Mariana Szewca i Wandy Twardziszewskiej. Ukończył Technikum Rolnicze w Zamościu (1976–1981), a następnie polonistykę na Katolickim Uniwersytecie Lubelskim (1986). Debiutował na łamach „Kameny”. Po przyjeździe do Warszawy dziennikarz „Za i Przeciw” (1986–1989) oraz „Życia Warszawy” (1991–1992). Od 1996 redaktor działu polskiej literatury współczesnej miesięcznika „Nowe Książki”. Wywiady z pisarzami publikował m.in. w „Plusie-Minusie” – dodatku do dziennika „Rzeczpospolita”.
Jego powieść Zagłada przetłumaczono na języki: francuski, włoski, niemiecki, angielski, węgierski, norweski i chorwacki. Julian Stryjkowski we wstępie do obcojęzycznych wydań tej książki zestawiał nazwisko Szewca z nazwiskiem Prousta czy Schulza. Tłumaczono również inne książki Szewca.
Za Zagładę został wyróżniony Nagrodą Literacką im. Stanisława Piętaka (1987), wyróżnieniem literackim im. B. Prusa (1988), Nagrodą Artystyczna Młodych im. Stanisława Wyspiańskiego (1990). Zmierzchy i poranki zostały w 2001 nominowane do Nagrody Literackiej Nike. Cienka szyba w 2015 była nominowana do Nagrody Poetyckiej im. K.I. Gałczyńskiego, podobnie jak Światełko w 2018. W 2022 nominowany do Nagrody Poetyckiej im. Kazimierza Hoffmana za tom Po nitce. Tom Miejsce, uznany za wyróżniający się w roku 2022, został uhonorowany Nagrodą Literacką im. ks. Jana Twardowskiego. W 2024 za tom Zielony anioł i inne oktostychy nominowany do Nagrody Poetyckiej im. Kazimierza Hoffmana oraz do Nagrody Poetyckiej im. K.I. Gałczyńskiego.
Mieszka w Warszawie.
Poeta Janusz Szuber zadedykował Piotrowi Szewcowi wiersz pt. Broda, opublikowany w tomiku poezji pt. Las w lustrach / Forest in the Mirrors z 2001.

## Twórczość

### Poezja
- Świadectwo, Warszawska Niezależna Oficyna Poetów i Malarzy, Wydawnictwo Przedświt, Warszawa 1983,
- Całkiem prywatnie, Wydawnictwo Literackie, Kraków 2006, ISBN 83-08-03862-X.
- Moje zdanie, Wydawnictwo Literackie, Kraków 2009, ISBN 978-83-08-04371-4.
- Cienka szyba, Wydawnictwo Literackie, Kraków 2014, ISBN 978-83-08-05423-9.
- Światełko, Wydawnictwo Literackie, Kraków 2017, ISBN 978-83-08-06397-2.
- Tymczasem. Wybór wierszy. Wybrał i posłowiem opatrzył Paweł Mackiewicz, Poznań 2019, ISBN 978-83-65772-86-2.
- Po nitce, Wydawnictwo Literackie, Kraków 2021[10], ISBN 978-83-08-07433-6.
- Miejsce, Państwowy Instytut Wydawniczy, Warszawa 2022, ISBN 978-83-8196-355-8.
- Sekretne przejścia, Książnica Zamojska im. Stanisława Kostki Zamoyskiego w Zamościu, Zamość 2023, ISBN 978-83-962891-4-8.
- Zielony anioł i inne oktostychy, Stowarzyszenie Pisarzy Polskich, Kraków 2023, ISBN 978-83-967934-7-8.

### Powieść
- Zagłada (powieść; Czytelnik, Warszawa 1987, ISBN 83-07-01431-X; Wydawnictwo Literackie, Kraków 1993, ISBN 83-08-02507-2; Wydawnictwo Literackie, Kraków 2003, ISBN 83-08-03517-5),
- Zmierzchy i poranki, Wydawnictwo Literackie, Kraków 2000, ISBN 83-08-03027-0.
- Bociany nad powiatem, Wydawnictwo Literackie, Kraków 2005, ISBN 83-08-03706-2.
- Było [małe formy prozatorskie], Państwowy Instytut Wydawniczy, Warszawa 2025, ISBN 978-83-8196-974-2

### Inne
- Ocalony na Wschodzie. Z Julianem Stryjkowskim rozmawia Piotr Szewc, Les Editions Noir sur Blanc, Montricher (Suisse) 1991, ISBN 2-88250-033-5.
- Syn kapłana, Warszawa 2001, ISBN 83-86056-92-4 (rzecz o Julianie Stryjkowskim),
- Wolność i współczucie: rozmowy z pisarzami, Wydawnictwo Literackie, Kraków 2002, ISBN 83-08-03229-X